# Bosch Rexroth AB
Bosch Rexroth AB är ett svenskt företag som tillverkar hydraulmotorer. Huvudkontoret ligger i Mellansel utanför Örnsköldsvik.
Företaget omsatte 2015 ca 900 miljoner kronor. Bosch Rexroth AB var ursprungligen en del av Hägglund & Söner under namnet Hägglunds Drives, men ägs sedan 2008 av det tyska företaget Bosch. Tidigare ägare var Ratos.
Under ett antal år ägdes Denison Hydraulics av Hägglunds och företaget hette då Hägglunds Denison Drives AB.